# Heinz F. Dressel
Heinz Friedrich Dressel (Marktredwitz, Alta Franconia, Alemania, *28 de septiembre de 1929-Núremberg, Alemania, + 4 de agosto de 2017) fue un teólogo y escritor luterano alemán, especialista en historia de Brasil y derechos humanos. Escribió numerosos libros sobre la realidad política y social de América Latina examinada desde una perspectiva teológica cristiana.

## Biografía
Heinz F. Dressel estudió Teología entre 1946 y 1952, en el Seminario Luterano de Neundettelsau, Baviera, Alemania. Desde 1952 hasta 1967, se desempeñó como pastor de comunidades evangélicas en Riogrande, Brasil. También fue director del Centro Rural Dr. Albert Schweitzer en Boa Vista do Herval. En 1967 dirigió el Seminario Pastoral de Araras, Río de Janeiro. En 1968 Heinz F. Dressel se desempeñó como pastor en la iglesia evangélica Gethsemani en Fráncfort del Meno y en Nassau, Alemania.
Desde 1972 y durante los siguientes 20 años Heinz Dressel dirigió la Ökumenischen Studienwerk, "Obra Estudiantil Ecuménica", en Bochum, Alemania. Mediante su trabajo en esa organización en las décadas de 1970 y 1980 logró rescatar a cientos de estudiantes y dirigentes políticos que se hallaban en peligro bajo gobiernos dictatoriales en América Latina, Asia, África y el Caribe, posibilitándoles mediante becas de estudios el asilo en Alemania Federal. Allí los refugiados-becarios podían estudiar en universidades u otros centros de estudios, así como seguir desarrollando sus labores de solidaridad con sus países de origen. 
Por esta labor humanitaria y de solidaridad Heinz Dressel recibió el 7 de agosto de 2007 sendas condecoraciones de los gobiernos de Argentina y Chile, en el Palacio San Martín de Buenos Aires. El reconocimiento público y homenaje del estado argentino a Dressel fue promovido por el Colectivo de Exiliados, que reúne a muchas de las personas que Dressel socorrió durante la época de la dictadura militar argentina de 1976 a 1983. El canciller argentino Jorge Taiana afirmó en este acto de condecoración a Dressel: «La ceremonia de hoy es un signo de que nuestras sociedades no están fatalmente destinadas a que la historia se repita. Podemos revertir procesos y construir democracias sólidas con pleno respeto de los derechos humanos».
Desde 1992 Heinz Dressel vivió en la ciudad de Núremberg, donde integraba el Centro de Derechos Humanos de Núremberg. También era redactor principal de la revista bimestral Reflejos. Aunque llevaba años jubilado, Heinz Dressel mantuvo una intensa actividad intelectual y cultural, viajando periódicamente por América Latina, escribiendo y publicando libros tal como puede verse por su continua producción literaria.

## Obras literarias
- Deutsch-Argentinische Reminiszenzen - Argentinische Politik - deustche Diplomatie zu turbulenten Zeiten-  Edición privada. Nürnberg 2009

- Einblicke in die Welt der Mythologie der Guarani, Kaingang, Ava-Katu.´-Ete, Caiapos, Denin und anderer indianervölker Südamerikas. Núremberg 2008

- Ein Rückblick auf zwei Jahrzehnte Diktatur in Brasilien aus der Perspektive eines kirchlichen Beobachters, Mabase Verlag, Núremberg, octubre de 2008

- Das Drama des Exils (II), edicion privada, Núremberg 2007.

- Fé e Cidadania, Editora Unijui. Ujui, Rio Grande do Sul, Brasil, 2006

- Reflexoes em Reflejos. Edición privada. Núremberg 2004

- Brasilien 500 X Entdecker und Entdeckte, FDL Verlag Augsburg, 2002

- Brasilien Ein schwieriges Erbe. 500 Jahre Ungerechtigkeit. Die Entdeckten, unfreiwillige Entdecker und Landlose im neu entdeckten Land. Edición privada, Núremberg 2000

- Spanisch-Amerika. Bildungsförderung Zwischen Reformation und Revolution. Edición privada, Núremberg 1999

- 15 Jahre Landpfarrer in Rio Grande do Sul Brasilien - Aufbaujahre nah den 2. Weltkrieg bis zur Bildung der Evangeischen Kirche Lutherischen Bekenntnisses in Brasilien (EKLB), FDL Verlag, Augsburg 1998

- Human Rights in Africa. Edición privada. Núremberg, diciembre de 1997

- Kirche und Flüchtlinge. (La Iglesia y los Refugiados). Das Flüchtlingsprogramm des ÖSW Bochum. Zur Geschichte des Ökumenischen Studienwerks e.V. FDL Verlag, Augsburg 1996

- Brasilien von Getulio bis Itamar. Vier Jahrzehnte erlebter Geschichte. ELA. Berlín 1995

- Verfolgt um der Gerechtigkeit willen. Der Konflikt zwischen Staat und Kirche in Lateinamerika. Freimund Verlag. Neuendettelsau 1979

- Das Drama des Exils (I), Calpe, Valencia, España 1979.

- Das Reiche Land der Armen - Brasilien heute und morgen. Freimund-Verlag. Neuendettelsau, 1971

## Distinciones ==
* Orden de Mayo al Mérito, República Argentina, 7 de agosto de 2007
- Orden Bernardo O´Higgins, República de Chile, 7 de agosto de 2007